# Gouden Ring van Rusland
Gouden Ring van Rusland (Russisch: Золото́е кольцо́; Zolotoje koltso) is een populaire toeristische route die een aantal historische steden in Rusland omvat, voornamelijk ten noordoosten van Moskou. De voornaamste Gouden Ring-steden staan in het kader hieronder. Reisorganisaties doen niet al deze steden aan, maar doorgaans vanaf Moskou het volgende rondje (evt. in omgekeerde volgorde): Sergiev Posad - Pereslavl-Zalesski - Rostov Veliki - Jaroslavl - Kostroma - Soezdal - Vladimir en weer terug naar Moskou. De totale afstand van deze ronde is ongeveer 770 km.